# Prenez la queue comme tout le monde
Pour plus de détails, voir Fiche technique et Distribution.
Prenez la queue comme tout le monde est une comédie érotique franco-italienne de Jean-François Davy sortie en 1973.

## Synopsis
Marié depuis des années, Gilles ne peut s’empêcher de tromper sa femme. Il partage ainsi la vie de plusieurs femmes et ses amis sont jaloux de ne pouvoir en faire autant. Lassés de ses histoires érotiques, ils organisent un rendez-vous en présence de toutes ses maîtresses...

## Fiche technique
- Titre original français : Prenez la queue comme tout le monde[1]
- Titre italien : Club del piacere
- Réalisation : Jean-François Davy
- Scénario : Jean-François Davy • Daniel Geldreich
- Musique : Raymond Ruer
- Photographie : Roger Fellous • Georges Strouvé
- Assistant opérateur : Jean-Pierre Platel
- Son : Gérard Barra
- Assistant son : Georges Prat
- Chef électricien : Charles Hivy
- Chef machiniste : Daniel Cristin
- Coiffure : Suzy Caumartin
- Régisseur : Dany Baye
- Photographe de plateau : Georges Lunghini
- Accessoiriste : Pierre B. Reinhard
- Assistants réalisateurs : Christel Micha • Charles Jobert
- Directeur de production : Rudy-Jean Le Roy
- Production : Jenny Gérard • Michel Gast • Anselmo Parrinello • Paolo Prestano
- Sociétés de production : S.N.D. (Paris) • Naxos Films (Rome)
- Pays d'origine :  France •  Italie[1]
- Tournage : mars-avril 1973
- Langue : français
- Genre : comédie érotique
- Durée : 85 min
- Format : 35 mm
- Visa d'exploitation n° 41149
- Sociétés de distribution : 
  - France : S.N.D.
- Dates de sorties : 
  - France : 30 août 1973

## Distribution
- Philippe Gasté : Gilles Pilar
- Karine Jeantet : Françoise
- Anne Libert : Juliette
- Malisa Longo (VF : Claude Chantal) : Christa
- Monique Vita : Monique
- Pierre Danny : Max
- Christian Duroc : Claude
- Jean Roche : Xavier
- Gelly Genca : Barbara, la maîtresse de Xavier
- Marie-France Morel : la femme d'Eugène, « cliente » de Xavier
- Michèle Perello : la secrétaire de Claude
- Philippe Dumat : le père de Gilles
- Lita Recio : la mère de Gilles
- Richard Darbois : Jean-Pierre
- Laurence Badie : Suzette, la secrétaire démissionnaire de Gilles
- Guy Piérauld : l'homme à l'appartement vidé
- Fred Pasquali : Lulu la bricole
- Sébastien Floche : l'homme qui cherche le trottoir d'en face
- Daniel Gall : l'homme éconduit
- Antoine Marin : Monsieur Jo, l'homme de Monique
- Dominique Erlanger : la cliente en couple
- Paul Pavel : le client en couple
- Georges Riquier : l'homme qui vend sa voiture
- Anne-Marie Coffinet : la secrétaire de Xavier
- Jean Droze : Eugène, le client aux chiens
- Bob Ingarao : un livreur de la Samaritaine
- Manu Pluton : un livreur de la Samaritaine
- Antonia Lolito : la fille « cadeau »
- Christel Micha : la secrétaire de Monsieur Jo
- Jean-François Davy : le client bègue amateur de Jaguar